# Макс Фрай
Світла́на Ю́ріївна Марти́нчик (нар. 22 лютого 1965, Одеса) — сучасна українська російськомовна письменниця та художниця.

## Життєпис
Відома як автор літературних творів, оглядів і рецензій, опублікованих під іменем Макс Фрай, та як радіоведуча. Деякі ранні твори, що видавалися під іменем Макса Фрая, були створені у співавторстві з чоловіком Ігорем Стьопіним.
Навчалась на філологічному факультеті Одеського державного університету, але університет не закінчила. З 1993 року жила в Москві, а з 2004 року — у Вільнюсі.
Найвідоміші роботи Макса Фрая присвячені пригодам сера Макса з Єхо. Окрім «Лабіринтів Єхо» (8 книг) та «Хронік Єхо» (6 книг), йому присвячені книги «Гнізда химер» та «Мій Рагнарок». Також Макс Фрай склав велику кількість антологій. Твори перекладено англійською, іспанською, литовською тощо.

### Серія «Лабіринти Єхо»
- Чужак (1996) — «Чужак»;
- Волонтёры Вечности (1996) — «Волонтери вічності»;
- Простые волшебные вещи (1997) — «Прості чарівні речі»;
- Тёмная сторона (1997) — «Темна сторона»;
- Наваждения (1998) — «Омани»;
- Власть несбывшегося (Power of Unfulfilled, 1998) — «Влада нереалізованого»;
- Болтливый мертвец (1999) — «Балакучий мрець»;
- Лабиринт Мёнина (2003) — «Лабіринти Меніна».

### Серія «Мій Рагнарок»
- Гнёзда химер. Хроники Овёттганы (1997) — «Гнізда химер. Хроніки Оветтгани»;
- Гнёзда химер. Хроники Хугайды (1999) — «Гнізда химер. Хроніки Хугайди»;
- Мой Рагнарёк (1998) — «Мій Рагнарок».

### Серія «Хроніки Єхо»
- Чуб Земли. История, рассказанная сэром Максом из Ехо (2004) — «Чуб Землі. Історія, яку розповів сер Макс із Єхо»;
- Туланский детектив. История, рассказанная леди Меламори Блимм (2004) — «Туланський детектив. Історія, яку розповіла леді Меламорі Блімм»;
- Властелин Морморы. История, рассказанная сэром Джуффином Халли (2005) — «Володар Мормори. Історія, яку розповів сер Джуффін Халлі»;
- Неуловимый Хабба Хэн. История, рассказанная сэром Максом из Ехо (2005) — «Невловимий Хабба Хен. Історія, яку розповів сер Макс із Єхо»;
- Ворона на мосту. История, рассказанная сэром Шурфом Лонли-Локли (2006) — «Ворона на мості. Історія, яку розповів сер Шурф Лонлі-Локлі»;
- Горе господина Гро. История, рассказанная сэром Кофой Йохом (2007) — «Горе пана Гро. Історія, яку розповів сер Кофа Йох»;
- Обжора — хохотун. История, рассказанная сэром Мелифаро (2010) — «Ненажера — реготун. Історія, яку розповів сер Меліфаро»;
- Дар Шаванахолы. История, рассказанная сэром Максом из Ехо (2011) — «Дар Шаванахоли. Історія, яку розповів сер Макс із Єхо»;
- Тубурская игра. История, рассказанная сэром Нумминорихом Кутой (2013) — «Тубурська гра. Історія, яку розповів сер Нумміноріх Кута».

### Серія «Сновидіння Єхо»
- Мастер ветров и закатов (The Master of Winds and Sundowns, 2014) — «Майстер вітрів та заходів»
- Слишком много кошмаров (Too Many Nightmares, 2015) — «Забагато жахіть»;
- Вся правда о нас (2015) — «Уся правда про нас»;
- Я иду искать (2016) — «Я йду шукати»;
- Сундук мертвеца (2017) — «Скриня мерця»;
- Отдай моё сердце (2017) — «Віддай моє серце»;
- Мертвый ноль (2018) — «Мертвий нуль»;
- Так бережись (2019) — «Так бережись».

### Казки старого Вільнюса
- Сказки старого Вильнюса. Том 1. 2012 — Казки старого Вільнюса. Том 1.
- Сказки старого Вильнюса. Том 2. 2012 — Казки старого Вільнюса. Том 2.
- Сказки старого Вильнюса. Том 3. 2014 — Казки старого Вільнюса. Том 3.
- Сказки старого Вильнюса. Том 4. 2015 — Казки старого Вільнюса. Том 4.
- Сказки старого Вильнюса. Том 5. 2016 — Казки старого Вільнюса. Том 5.
- Сказки старого Вильнюса. Том 6. 2017 — Казки старого Вільнюса. Том 6.
- Сказки старого Вильнюса. Том 7. 2018 — Казки старого Вільнюса. Том 7.

### Інша сторона
- Это мы. 2019. — Це ми. (Збірник оповідань)
- Тяжёлый свет Куртейна. Синий. 2018. — Важкий світ Куртейна. Синій.
- Тяжёлый свет Куртейна. Жёлтый. 2019 — Важкий світ Куртейна. Жовтий
- Тяжёлый свет Куртейна. Зелёный, том первый. 2020 — Важкий світ Куртейна. Зелений. Том 1.
- Тяжёлый свет Куртейна. Зелёный, том второй. 2020 — Важкий світ Куртейна. Зелений. Том 2.
- Тяжёлый свет Куртейна. Зелёный, том третий, светлый и тёмный. 2021 — Важкий світ Куртейна. Зелений. Том 3. Світлий та темний.

### Інше
- Идеальный роман (1997) — «Ідеальний роман»;
- Идеальный роман (1999) — «Ідеальний роман» (нова редакція);
- Книга для таких, как я (2002) — «Книга для таких, як я»;
- Энциклопедия мифов. Подлинная история Макса Фрая, автора и персонажа. Том первый. А-К  (2002) Енциклопедія міфів. Справжня історія Макса Фрая, автора та персонажа. Том перший. А-К  (2002)
- Энциклопедия мифов. Подлинная история Макса Фрая, автора и персонажа. Том второй. К-Я  (2002) Енциклопедія міфів. Справжня історія Макса Фрая, автора та персонажа. Том другий. К-Я» (2002)
- Жалобная книга (2003) — «Книга скарг»
- Книга одиночеств (разом із Лінор Горалик, 2004) — «Книга самотностей»;
- Сказки и истории (2004) — «Казки та історії»;
- Ключ из жёлтого металла (2009) — «Ключ з жовтого металу»;
- Большая телега (2009) — «Велика підвода»;
- Одна и та же книга (2010) — «Одна і та ж книга»;
- Первая линия (2012) — «Перша лінія»;
- Вторая линия (2012) — «Друга лінія»;
- Ветры, ангелы и люди» (2014) — Вітри, ангели та люди» (2014)
- НяпиZдинг Сэнсэе (2014) — НяпиZдинг Сэнсэе
- О любви и смерти  (2015) — Про любов і смерть (2015)
- Прокотиков» (2015) — Прокотиків
- «Карты на стол» (2016) — Карти на стіл
- НаперSники синея (2016) — НаперSники синея
- Авиамодельный кружок при школе № 6 (2016) — Авіамодельний гурток при школі № 6
- Так не бывает (2017) — Так не буває
- Новая чайная книга (2017) — Нова чайна книга.
- Новая кофейная книга (2017) — Нова кавова книга
- Небеsное, zлодея  (2017) — Небеsное, zлодея
- Вся эта кухня» (2018) — Вся ця кухня.
- Всё о мире Ехо и немного больше. Чашка Фрая» (2018)  — Все про світ Ехо і трохи більше. Чашка Фрая.
- Книга для таких, как я (2019) — Книга для таких, как я
- «Nада» (2019) — Nада
- Неизвестным для меня способом» (2019) Невідомим для мене способом
- Это Макс Фрай» (2019) — Це Макс Фрай (фотоальбом).
- Не мешки  (2020) — Не мішки
- Третья сторона  (2020) — Третя сторона
- Новая Дикая Охота. Рассказы для живых (2021) — Нове Дике Полювання. Розповіді для живих
- Правила игры в человека  (2022) — Правила гри в людину.
- Сказки нового Хельхейма (2022)  —Казки нового Хельхейму

## Українські переклади
- Макс Фрай. Чужак. — BookChef, 2017. — 608 с. — ISBN 978-617-7347-77-3.
- Макс Фрай. Скриня мерця. — BookChef, 2017. — 384 с. — ISBN 978-617-7347-78-0.